# Vera Danilova
Za makedonsko sopranistko glej Vera Danilova (sopranistka).
Vera Danilova, slovenska gledališka igralka in režiserka, * 29. junij 1891, Ljubljana, † 7. september 1971, Brno.
Vera Danilova, rojena Cerar, poročena Balatka, najstarejša hči umetniškega para Avguste in Antona Danila, je bila v letih 1909−1930 članica ansambla osrednjega slovenskega gledališča v Ljubljani, razen med 1. svetovno vojno, ko je delala v očetovem Malem gledališču in v nemškem gledališču v kraju Steyr. Igralsko pot je začela leta 1906 s statiranjem in se uveljavila na gostovanju v Trstu  leta 1909 v vlogi Anjutke (Lev Nikolajevič Tolstoj, Moč teme). Interpretirala je pretežno otroške vloge ter postave mladostnikov in mladostnic v komedijah, operetah in nekaterih operah. Leta 1930 se je odselila v Brno. Poslej je v Ljubljani kot gostja režirala nekaj operet, na Češkem pa se je posvetila družbenopolitičnemu delu.